# Авратин (Житомирський район)
Авра́тин (раніше — Гавратін, Гаврятин) — село в Україні, у Любарській селищній територіальній громаді Житомирського району Житомирської області. Кількість населення становить 407 осіб (2001). У 1923—2010 роках — адміністративний центр однойменної сільської ради.

## Географія
Село розташоване за 10 км південно-східніше Любара та 34 км від найближчої залізничної станції Печанівка; лежить на річці Каранька.

### Клімат
| Клімат Авратина           | Клімат Авратина | Клімат Авратина | Клімат Авратина | Клімат Авратина | Клімат Авратина | Клімат Авратина | Клімат Авратина | Клімат Авратина | Клімат Авратина | Клімат Авратина | Клімат Авратина | Клімат Авратина | Клімат Авратина |
| Показник                  | Січ.            | Лют.            | Бер.            | Квіт.           | Трав.           | Черв.           | Лип.            | Серп.           | Вер.            | Жовт.           | Лист.           | Груд.           | Рік             |
| Середній максимум, °C     | −2,5            | −1              | 3,9             | 13,1            | 19,7            | 22,9            | 24,1            | 23,5            | 19,1            | 12,3            | 4,9             | 0,0             | 11              |
| Середня температура, °C   | −5,6            | −4,3            | 0,2             | 8,2             | 14,1            | 17,5            | 18,7            | 18,0            | 13,8            | 8,0             | 2,2             | −2,5            | 7               |
| Середній мінімум, °C      | −8,7            | −7,5            | −3,5            | 3,3             | 8,6             | 12,1            | 13,4            | 12,5            | 8,6             | 3,8             | −0,4            | −5              | 3               |
| Норма опадів, мм          | 38              | 32              | 31              | 52              | 64              | 96              | 100             | 69              | 54              | 37              | 42              | 44              | 659             |
| ------------------------- | --------------- | --------------- | --------------- | --------------- | --------------- | --------------- | --------------- | --------------- | --------------- | --------------- | --------------- | --------------- | --------------- |
| Джерело: climate-data.org |                 |                 |                 |                 |                 |                 |                 |                 |                 |                 |                 |                 |                 |

## Населення
У 1885 році в селі мешкала 591 особа, налічувалося 80 дворових господарств. За переписом 1897 року кількість мешканців зросла до 820 осіб (400 чоловічої статі та 420 — жіночої), з яких 805 — православної віри.
У 1900 році кількість мешканців становила 868 осіб, поміж них 29 католиків та 15 юдеїв; дворів — 146, 1906 року кількість дворів становила 160, а мешканців — 917.
Кількість населення, станом на 1923 рік, становила 1 097 осіб, кількість дворів — 203.
Відповідно до перепису населення СРСР 17 грудня 1926 року, чисельність населення становила 1 067 осіб, з них 503 чоловіків та 564 жінок; за національністю — українці. Кількість домогосподарств — 239, з них, несільського типу — 3.
Станом на 1972 рік кількість населення становила 734 осіб, дворів — 196.
Відповідно до результатів перепису населення СРСР, кількість населення, станом на 12 січня 1989 року, становила 517 осіб, станом на 5 грудня 2001 року, відповідно до перепису населення України, кількість мешканців села становила 407 осіб.

### Мова
Розподіл населення за рідною мовою за даними перепису 2001 року:
| Мова       | Кількість | Відсоток |
| ---------- | --------- | -------- |
| українська | 405       | 99.51%   |
| російська  | 2         | 0.49%    |
| Усього     | 407       | 100%     |

## Історія
Час заснування — невідомий, перші згадки — з 1585 року. В 1585 році село згадується в акті, як належне до Чуднова, наданого у власність княгині Зузанні Острозькій, дружині волинського воєводи Януша, її свекром, київським воєводою Костянтином Острозьким. 1601 року згадується в переліку винищених татарами сіл. У 1628 році платив подимне з села, в кількости 4 димів, руський воєвода Станіслав Любомирський. Потім входило до складу Острозької ординації, після поділу котрої село, разом з Любарем, у 1753 році отримав князь Мартин Любомирський, від нього власність набув підскарбій Понінський, котрий, після вироку, продав село Протові Потоцькому. У 1754 році село (пол. Hawratyn) перебувало в посесії вельможного Вележинського, котрий платив пів чверті диму. Податок до замку становив 6 злотих та 7,5 грошів, до скарбу — 25 злотих. 13 квітня 1866 року увійшло до складу Мотовилівської волості Житомирського повіту.
Станом на 1885 рік — колишнє власницьке село Мотовилівської волості Житомирського повіту Волинської губернії, існували православна церква, гостиний двір, водяний і 3 вітряних млини.
В кінці 19 століття — Авратин, за документами — пол. Hawratin, Hawratinka, село Мотовилівської волості Житомирського повіту, над притокою Случі, за 80 верст від Житомира. Православна парафія — в Кириївці, за 3 версти, католицька парафія та поштова станція розміщені в Любарі, за 7 верст. В селі були водяний млин та три вітряки. Філіальну церкву збудовано з в'яза, у 1718 році, при церкві рахувалося 37 десятин землі, з 1882 року діяла школа. Належало трьом власникам, однією частиною володіла Марія Осташевська, другою — Березовські.
У 1906 році — село Мотовилівської волості (4-го стану) Житомирського повіту Волинської губернії. Відстань до губернського та повітового центру, м. Житомир, становила 92 версти, до волосного центру, с. Мотовилівка, 8 верст. Найближче поштово-телеграфне відділення розташовувалося в Любарі.
В березні 1921 року, в складі волості, увійшло до новоствореного Полонського повіту Волинської губернії. 1 листопада 1921 року, під час Листопадового рейду, біля Авратина стався бій між Подільською групою (командувач Сергій Чорний) Армії Української Народної Республіки та 7-м кавалерійським полком (командир — Ілля Дубинський) 1-ї бригади 2-ї кавалерійської дивізії московських військ, що переслідував групу.
У 1923 році село увійшло до складу новоствореної Авратинської сільської ради, котра, 7 березня 1923 року, включена до складу Любарського району Житомирської округи; адміністративний центр ради. 17 червня 1925 року раду, в складі Любарського району, включено до Бердичівської округи. Відстань до районного центру, міст. Любар — 5 верст, до окружного центру, міста Бердичів — 60 верст, до найближчої залізничної станції (Печанівка) — 23 версти.
За даними Авратинської сільради, під час Голодомору 1932—1933 років у селі загинуло 37 людей, встановлено імена лише 16 осіб.
У роки Другої світової війни воювали 207 селян, 72 з них загинули, 29 — нагороджені орденами та медалями. На їх честь у 1954 році споруджено три пам'ятники.
В радянські часи в селі розміщувалися рослинницький і тваринницький цехи та механізований загін колгоспу, центральна садиба якого була в Кириївці. В селі були восьмирічна школа, клуб, бібліотека, медпункт, відділення зв'язку та магазин
30 грудня 1962 року, в складі сільської ради, село включене до Дзержинського району, звідки повернуте 8 грудня 1966 року, після відновлення Любарського району Житомирської області.
18 березня 2010 року, відповідно до рішення Житомирської обласної ради, село втратило статус центру Авратинської сільської ради — його було перенесено до с. Кириївка.
10 березня 2017 року увійшло до складу новоствореної Любарської селищної територіальної громади Любарського району Житомирської області. Від 19 липня 2020 року, разом з громадою, в складі новоствореного Житомирського району Житомирської області.

## Відомі люди
- Березовський Антон Йосипович (1847—1916) — діяч польського національно-визвольного руху, терорист. 25 травня (6 червня) 1867 року в Парижі зробив невдалий замах на російського імператора Олександра II.
- Шиманська Галина Степанівна (нар. 1970) — українська громадська та політична діячка.